# Jessie Ware
Jessica Lois Ware, detta Jessie (Londra, 15 ottobre 1984), è una cantautrice britannica.
Dall'inizio della carriera ha pubblicato cinque album in studio esordendo nella Top10 della classifica britannica. Grazie ai suoi contributi come autrice ha collaborato con numerosi artisti, tra cui Ed Sheeran, Sampha, Nicki Minaj e Miguel.

## Carriera
Jessie Ware è la figlia di Helena e John Ware, quest'ultimo un reporter di BBC Panorama.
Esordisce nel mondo della musica come vocalist per diversi esponenti della scena elettronica inglese, primo fra tutti il DJ SBTRKT (pronunciato come la parola inglese "subtract"), e usa la sua voce sia nei live che in diverse tracce del DJ e di altri suoi colleghi. In seguito, all'inizio del 2011, le sue doti vocali le fanno avere un contratto con la PMR Records, con la quale inizia ad incidere alcuni brani che poi saranno inseriti nel suo album di debutto. Il 20 agosto 2012 l'album di debutto della cantautrice, intitolato Devotion, viene pubblicato nel Regno Unito. Il giorno successivo viene reso disponibile per il download digitale e pubblicato negli Stati Uniti. I produttori, nonché coautori dei brani, sono Dave Okumu, della band alternative rock The Invisible, insieme a Julio Bashmore e Kid Harpoon. Il singolo di debutto, Running, un brano elettronico con richiami anni '70, viene accolto calorosamente e porta Jessie in vetta alle classifiche. Il singolo sarà seguito da 100% e Wildest moments, magnifica ballata elettropop arricchita dalla calda e vellutata voce soul della cantante. Il quarto singolo dell'album sarà Night Light. La critica ha osannato l'album, definendolo "un debutto forte e sicuramente riuscito", mentre la rivista musicale Clash ha definito la cantante come "l'anello mancante tra SBTRKT e Sade".
Riceve due candidature ai BRIT Awards 2013 e una al Mercury Prize 2012.
Nell'ottobre 2014 pubblica il suo secondo album Tough Love (PMR/Island), a cui partecipano come autori anche Ed Sheeran, Dev Hynes, Paul Jefferies e Miguel.
Nel febbraio 2015 incide il singolo Meet Me In The Middle che entra a far parte della colonna sonora del film Cinquanta sfumature di grigio.
Nell'ottobre 2017 esce il suo terzo album Glasshouse preceduto dai singoli Midnight e Selfish Love, promossi tramite un unico video diviso in due parti (il secondo video è il prequel del primo) girati nell'isola di Maiorca.
Il 26 giugno 2020 viene pubblicato il quarto album in studio What's Your Pleasure?.
Il 19 luglio 2022, come anteprima del quinto album in produzione, Ware ha pubblicato un nuovo singolo: Free Yourself. L'anno seguente, come ulteriore estratto dal quinto album, pubblica Pearls.
That! Feels Good!, quinto capitolo della discografia dell'artista britannica, viene pubblicato il 28 aprile 2023.

## Collaborazioni
L'artista ha collaborato con numerosi artisti tra cui SBTRKT, Sampha, Katy B, Bobby Womack, Disclosure (in Settle), Nicki Minaj, Joker, Miguel, Ed Sheeran, Róisín Murphy e altri.

## Discografia
Album
- 2012 - Devotion
- 2014 - Tough Love
- 2017 - Glasshouse
- 2020 - What's Your Pleasure?
- 2023 - That! Feels Good!

Singoli
- 2011 - Strangest Feeling
- 2012 - Running
- 2012 - If You're Never Gonna Move
- 2012 - Wildest Moments
- 2012 - Night Light
- 2013 - Sweet Talk
- 2013 - Imagine It Was Up
- 2014 - Tough Love
- 2014 - Say You Love Me
- 2015 - You & I (Forever)
- 2015 - Champagne Kisses
- 2017 - Midnight
- 2017 - Selfish Love
- 2017 - Alone
- 2018 - Overtime
- 2019 - Adore You
- 2019 - Mirage (Don't Stop)
- 2020 - Spotlight
- 2022 - Free Yourself
- 2023 -  Pearls